# Lista över insjöar i Sverige med namn som slutar på -aure
Lista över insjöar i Sverige med artikel på Wikipedia som slutar på -aure: 
Notera att lista är automatiskt genererad och därför mycket väl kan innehålla sjönamn som slutar med bokstäverna "aure", utan att etymologiskt innehålla efterledet -aure
- Akkihaure, sjö i Jokkmokks kommun och Lappland 66°39′17″N 19°05′59″Ö / 66.65466°N 19.09984°Ö
- Aleb Luoitaure, sjö i Arjeplogs kommun och Lappland 66°38′44″N 16°42′28″Ö / 66.64557°N 16.70782°Ö
- Alep Juksaure, sjö i Jokkmokks kommun och Lappland 66°37′00″N 19°10′12″Ö / 66.61654°N 19.17002°Ö
- Alep Pållaure, sjö i Jokkmokks kommun och Lappland 67°15′02″N 16°55′17″Ö / 67.25062°N 16.92134°Ö
- Bartaure, sjö i Arjeplogs kommun och Lappland 66°37′08″N 17°05′38″Ö / 66.61885°N 17.09401°Ö
- Dellaure, sjö i Arjeplogs kommun och Lappland 66°01′57″N 18°05′12″Ö / 66.03244°N 18.08655°Ö
- Falehaure, sjö i Arjeplogs kommun och Lappland 66°44′52″N 17°20′04″Ö / 66.74764°N 17.33450°Ö
- Gardaure (Arjeplogs socken, Lappland, 738127-154265), sjö i Arjeplogs kommun och Lappland 66°31′41″N 16°45′23″Ö / 66.52816°N 16.75642°Ö
- Gardaure (Arjeplogs socken, Lappland, 740067-154527), sjö i Arjeplogs kommun och Lappland 66°42′54″N 16°44′49″Ö / 66.71511°N 16.74707°Ö
- Gargaure, sjö i Arjeplogs kommun och Lappland 65°42′08″N 17°48′07″Ö / 65.70228°N 17.80194°Ö
- Gierdaure, sjö i Arvidsjaurs kommun och Lappland 65°56′52″N 18°49′49″Ö / 65.94773°N 18.83034°Ö
- Grutaure, sjö i Arjeplogs kommun och Lappland 66°17′58″N 17°18′45″Ö / 66.29938°N 17.31259°Ö
- Harraure, sjö i Arjeplogs kommun och Lappland 66°31′10″N 18°29′20″Ö / 66.51937°N 18.48875°Ö
- Haukaure, sjö i Jokkmokks kommun och Lappland 66°51′55″N 17°53′01″Ö / 66.86526°N 17.88372°Ö
- Häkkaure, sjö i Arjeplogs kommun och Lappland 65°53′15″N 17°38′25″Ö / 65.88759°N 17.64020°Ö
- Jeggaure, sjö i Jokkmokks kommun och Lappland 66°41′45″N 20°38′22″Ö / 66.69587°N 20.63958°Ö
- Jekkaure, sjö i Jokkmokks kommun och Lappland 66°54′48″N 18°33′48″Ö / 66.91339°N 18.56327°Ö
- Jillehaure, sjö i Arjeplogs kommun och Lappland 66°10′22″N 16°36′51″Ö / 66.17265°N 16.61423°Ö
- Jäggaure, sjö i Arjeplogs kommun och Lappland 66°24′26″N 16°57′34″Ö / 66.40724°N 16.95956°Ö
- Kainaure, sjö i Jokkmokks kommun och Lappland 66°10′46″N 20°05′23″Ö / 66.17948°N 20.08984°Ö
- Kaskaure (Arjeplogs socken, Lappland), sjö i Arjeplogs kommun och Lappland 66°53′10″N 16°33′20″Ö / 66.88616°N 16.55556°Ö
- Kaskaure (Jokkmokks socken, Lappland), sjö i Jokkmokks kommun och Lappland 66°10′44″N 20°06′49″Ö / 66.17900°N 20.11354°Ö
- Katnihaure, sjö i Jokkmokks kommun och Lappland 66°49′49″N 18°46′55″Ö / 66.83018°N 18.78201°Ö
- Kieddaure, sjö i Jokkmokks kommun och Lappland 67°18′40″N 16°46′56″Ö / 67.31116°N 16.78225°Ö
- Kuolle-Kartaure, sjö i Jokkmokks kommun och Lappland 66°56′59″N 17°52′45″Ö / 66.94964°N 17.87923°Ö
- Kuossaure, sjö i Jokkmokks kommun och Lappland 66°56′50″N 17°58′07″Ö / 66.94720°N 17.96851°Ö
- Kuoukaure, sjö i Jokkmokks kommun och Lappland 66°34′47″N 20°37′49″Ö / 66.57966°N 20.63024°Ö
- Kåikaure (Jokkmokks socken, Lappland, 738509-166490), sjö i Jokkmokks kommun och Lappland 66°31′13″N 19°30′12″Ö / 66.52023°N 19.50324°Ö
- Kåikaure (Jokkmokks socken, Lappland, 738700-168225), sjö i Jokkmokks kommun och Lappland 66°31′24″N 19°54′19″Ö / 66.52332°N 19.90525°Ö
- Laisaure, sjö i Arjeplogs kommun och Lappland 66°15′04″N 17°16′38″Ö / 66.25101°N 17.27722°Ö
- Laitaure, sjö i Jokkmokks kommun och Lappland 67°07′56″N 18°17′36″Ö / 67.13221°N 18.29341°Ö
- Lill-Råggaure, sjö i Jokkmokks kommun och Lappland 66°11′43″N 20°09′56″Ö / 66.19515°N 20.16543°Ö
- Lill-Suttaure, sjö i Jokkmokks kommun och Lappland 66°45′11″N 20°24′42″Ö / 66.75314°N 20.41153°Ö
- Lismaure, sjö i Jokkmokks kommun och Lappland 66°20′56″N 20°22′23″Ö / 66.34877°N 20.37293°Ö
- Luleb Luoitaure, sjö i Arjeplogs kommun och Lappland 66°37′16″N 16°47′42″Ö / 66.62110°N 16.79498°Ö
- Lulep Juksaure, sjö i Jokkmokks kommun och Lappland 66°36′57″N 19°13′51″Ö / 66.61586°N 19.23071°Ö
- Luottaure, sjö i Jokkmokks kommun och Lappland 66°20′40″N 19°55′04″Ö / 66.34441°N 19.91781°Ö
- Lutaure, sjö i Arjeplogs kommun och Lappland 66°19′20″N 16°44′00″Ö / 66.32221°N 16.73347°Ö
- Låddaure (Arjeplogs socken, Lappland), sjö i Arjeplogs kommun och Lappland 66°51′43″N 16°45′57″Ö / 66.86198°N 16.76593°Ö
- Låddaure (Gällivare socken, Lappland), sjö i Gällivare kommun och Lappland 66°46′07″N 20°31′31″Ö / 66.76856°N 20.52526°Ö
- Maddaure, sjö i Arjeplogs kommun och Lappland 65°43′08″N 17°58′27″Ö / 65.71886°N 17.97409°Ö
- Makaure, sjö i Arjeplogs kommun och Lappland 65°50′53″N 17°59′04″Ö / 65.84810°N 17.98454°Ö
- Maskaure, sjö i Arjeplogs kommun och Lappland 65°53′56″N 17°34′34″Ö / 65.89884°N 17.57605°Ö
- Mattaure, sjö i Arjeplogs kommun och Lappland 66°08′29″N 16°46′21″Ö / 66.14152°N 16.77248°Ö
- Miessaure, sjö i Jokkmokks kommun och Lappland 66°43′33″N 20°01′54″Ö / 66.72587°N 20.03160°Ö
- Måkkaure, sjö i Jokkmokks kommun och Lappland 66°36′46″N 20°34′44″Ö / 66.61278°N 20.57901°Ö
- Måskaure, sjö i Jokkmokks kommun och Lappland 66°24′03″N 20°15′24″Ö / 66.40076°N 20.25662°Ö
- Naure, sjö i Arvidsjaurs kommun och Lappland 65°51′31″N 18°47′14″Ö / 65.85864°N 18.78718°Ö
- Njakaure, sjö i Jokkmokks kommun och Lappland 66°08′06″N 20°14′26″Ö / 66.13488°N 20.24069°Ö
- Njallaure (Jokkmokks socken, Lappland, 735534-167628), sjö i Jokkmokks kommun och Lappland 66°14′58″N 19°43′27″Ö / 66.24944°N 19.72408°Ö
- Njallaure (Jokkmokks socken, Lappland, 736434-168365), sjö i Jokkmokks kommun och Lappland 66°19′15″N 19°54′33″Ö / 66.32074°N 19.90925°Ö
- Njallaure (Jokkmokks socken, Lappland, 741031-170896), sjö i Jokkmokks kommun och Lappland 66°43′06″N 20°33′03″Ö / 66.71826°N 20.55083°Ö
- Norra Luovaure, sjö i Jokkmokks kommun och Lappland 66°08′08″N 20°11′46″Ö / 66.13552°N 20.19621°Ö
- Norra Njanaure, sjö i Jokkmokks kommun och Lappland 66°28′26″N 19°43′50″Ö / 66.47391°N 19.73056°Ö
- Peuraure, sjö i Jokkmokks kommun och Lappland 66°47′30″N 17°57′56″Ö / 66.79158°N 17.96551°Ö
- Pieskehaure, sjö i Arjeplogs kommun och Lappland 66°58′42″N 16°32′13″Ö / 66.97844°N 16.53686°Ö
- Pietsaure, sjö i Jokkmokks kommun och Lappland 67°24′23″N 18°20′54″Ö / 67.40645°N 18.34834°Ö
- Polnaure, sjö i Jokkmokks kommun och Lappland 66°27′47″N 20°06′15″Ö / 66.46300°N 20.10410°Ö
- Puottaure, sjö i Jokkmokks kommun och Lappland 66°11′47″N 20°14′54″Ö / 66.19648°N 20.24839°Ö
- Ripaure, sjö i Jokkmokks kommun och Lappland 66°19′41″N 19°50′13″Ö / 66.32811°N 19.83692°Ö
- Sallohaure, sjö i Jokkmokks kommun och Lappland 67°33′55″N 16°48′06″Ö / 67.56535°N 16.80164°Ö
- Sartaure, sjö i Arjeplogs kommun och Lappland 66°56′36″N 16°59′26″Ö / 66.94333°N 16.99055°Ö
- Satihaure, sjö i Gällivare kommun och Lappland 67°27′43″N 18°46′44″Ö / 67.46200°N 18.77878°Ö
- Sautaure, sjö i Gällivare kommun och Lappland 66°44′13″N 20°57′15″Ö / 66.73704°N 20.95421°Ö
- Seitaure, sjö i Jokkmokks kommun och Lappland 66°41′13″N 20°30′43″Ö / 66.68689°N 20.51190°Ö
- Seunaure, sjö i Jokkmokks kommun och Lappland 66°08′21″N 20°17′07″Ö / 66.13925°N 20.28517°Ö
- Sierkaure, sjö i Jokkmokks kommun och Lappland 66°35′57″N 20°48′37″Ö / 66.59918°N 20.81041°Ö
- Spadnaure, sjö i Jokkmokks kommun och Lappland 66°26′16″N 19°37′07″Ö / 66.43789°N 19.61874°Ö
- Stor Råggaure, sjö i Jokkmokks kommun och Lappland 66°11′22″N 20°11′47″Ö / 66.18933°N 20.19645°Ö
- Stor-Mattaure, sjö i Arjeplogs kommun och Lappland 66°19′38″N 18°06′21″Ö / 66.32717°N 18.10590°Ö
- Stor-Suttaure, sjö i Jokkmokks kommun och Lappland 66°44′46″N 20°24′42″Ö / 66.74622°N 20.41159°Ö
- Suoksaure, sjö i Jokkmokks kommun och Lappland 66°34′58″N 20°12′29″Ö / 66.58275°N 20.20819°Ö
- Suolaure (Gällivare socken, Lappland, 741667-170599), sjö i Gällivare kommun och Lappland 66°46′33″N 20°29′31″Ö / 66.77584°N 20.49205°Ö
- Suolaure (Gällivare socken, Lappland, 742025-170402), sjö i Gällivare kommun och Lappland 66°48′35″N 20°26′17″Ö / 66.80979°N 20.43812°Ö
- Suolaure (Jokkmokks socken, Lappland), sjö i Jokkmokks kommun och Lappland 66°44′09″N 20°33′56″Ö / 66.73570°N 20.56556°Ö
- Suttaure, sjö i Jokkmokks kommun och Lappland 66°44′29″N 20°35′10″Ö / 66.74128°N 20.58620°Ö
- Södra Luovaure, sjö i Jokkmokks kommun och Lappland 66°07′46″N 20°11′46″Ö / 66.12932°N 20.19602°Ö
- Södra Njallaure, sjö i Jokkmokks kommun och Lappland 66°27′54″N 19°44′33″Ö / 66.46508°N 19.74242°Ö
- Tarraure, sjö i Jokkmokks kommun och Lappland 66°59′10″N 17°17′29″Ö / 66.98609°N 17.29146°Ö
- Tjuovaure, sjö i Gällivare kommun och Lappland 66°44′58″N 20°34′17″Ö / 66.74946°N 20.57141°Ö
- Tjuskaure, sjö i Jokkmokks kommun och Lappland 66°51′10″N 17°56′06″Ö / 66.85273°N 17.93510°Ö
- Tjäkkaure, sjö i Jokkmokks kommun och Lappland 66°42′34″N 19°05′46″Ö / 66.70932°N 19.09603°Ö
- Tjärraure, sjö i Arjeplogs kommun och Lappland 65°57′00″N 18°20′28″Ö / 65.94994°N 18.34114°Ö
- Tjålmaure (Jokkmokks socken, Lappland, 740112-171099), sjö i Jokkmokks kommun och Lappland 66°38′16″N 20°34′28″Ö / 66.63773°N 20.57454°Ö
- Tjålmaure (Jokkmokks socken, Lappland, 740767-171210), sjö i Jokkmokks kommun och Lappland 66°41′38″N 20°36′55″Ö / 66.69383°N 20.61535°Ö
- Tsåkamaure, sjö i Jokkmokks kommun och Lappland 67°33′26″N 17°02′37″Ö / 67.55714°N 17.04370°Ö
- Tsåkaure, sjö i Arjeplogs kommun och Lappland 66°10′47″N 16°23′10″Ö / 66.17986°N 16.38599°Ö
- Tuortaure, sjö i Jokkmokks kommun och Lappland 66°15′35″N 20°20′59″Ö / 66.25967°N 20.34984°Ö
- Tåraure, sjö i Arjeplogs kommun och Lappland 66°12′12″N 18°49′28″Ö / 66.20340°N 18.82446°Ö
- Uttje Jillehaure, sjö i Arjeplogs kommun och Lappland 66°11′04″N 16°35′28″Ö / 66.18443°N 16.59109°Ö
- Vallaure, sjö i Arjeplogs kommun och Lappland 65°50′12″N 18°21′31″Ö / 65.83658°N 18.35865°Ö
- Virihaure, sjö i Jokkmokks kommun och Lappland 67°22′50″N 16°32′46″Ö / 67.38066°N 16.54612°Ö
- Vuolep Pållaure, sjö i Jokkmokks kommun och Lappland 67°15′43″N 16°52′47″Ö / 67.26202°N 16.87969°Ö
- Vuollaure (Jokkmokks socken, Lappland, 736398-169051), sjö i Jokkmokks kommun och Lappland 66°19′30″N 20°03′15″Ö / 66.32493°N 20.05408°Ö
- Vuollaure (Jokkmokks socken, Lappland, 738649-172029), sjö i Jokkmokks kommun och Lappland 66°30′00″N 20°45′51″Ö / 66.50005°N 20.76411°Ö
- Vuolpaure, sjö i Jokkmokks kommun och Lappland 66°16′34″N 19°35′01″Ö / 66.27601°N 19.58350°Ö